# Jochen Busse

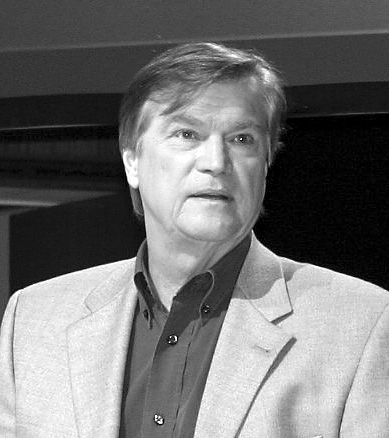
Jochen Busse als Sprecher beim WDR-Literaturmarathon im Rahmen der Lit.Cologne am 19. März 2005

Jochen Busse (* 28. Januar 1941 in Iserlohn) ist ein deutscher Schauspieler, Kabarettist und Autor.

## Leben

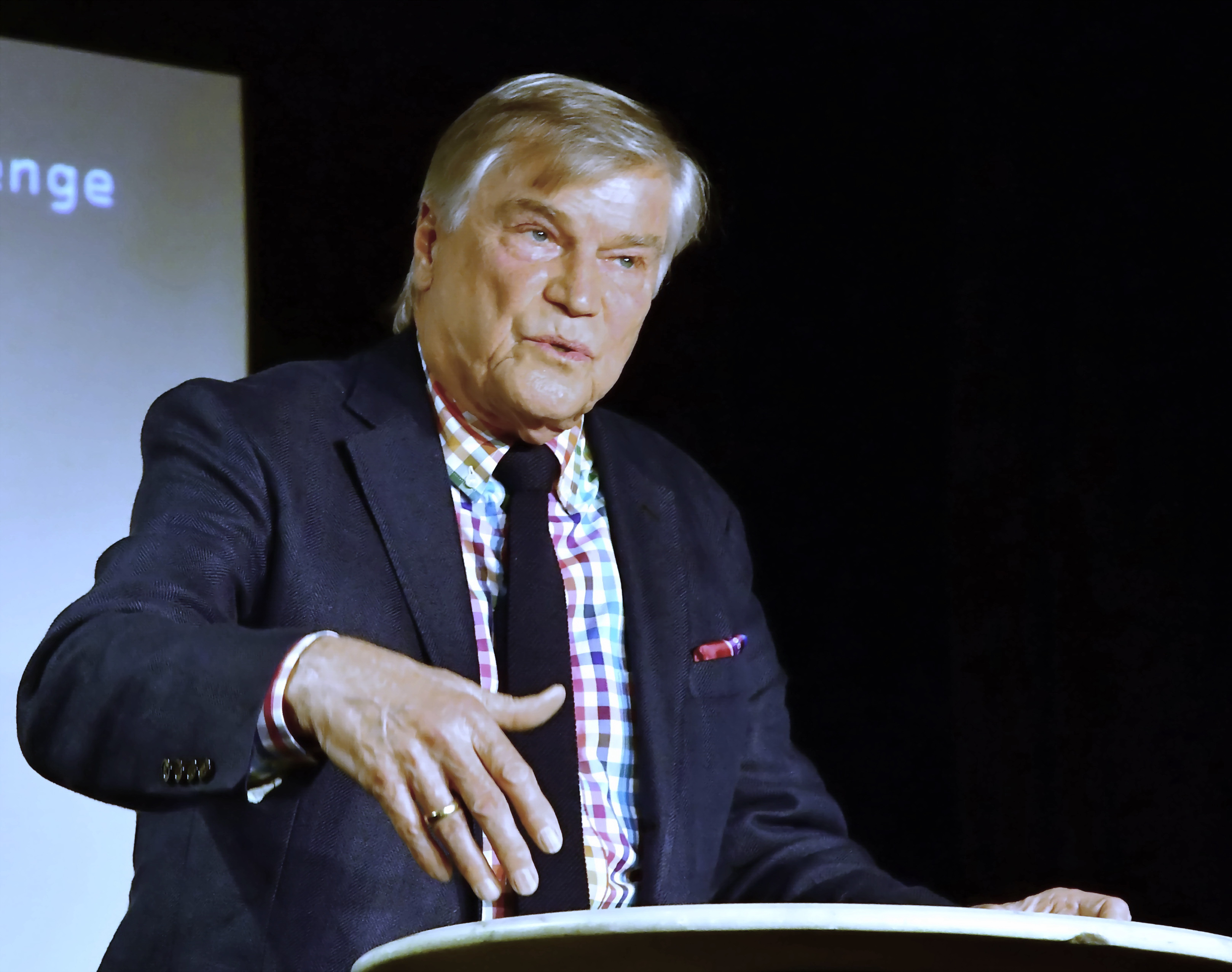
Jochen Busse in der Münchner Lach- und Schießgesellschaft, 2017

Jochen Busse, Sohn eines Fabrikanten, verließ noch vor dem Abitur die Schule, um sich ganz der Schauspielerei zu widmen. Sein Debüt als Theaterschauspieler gab er mit 19 Jahren an den Münchner Kammerspielen. Erste Erfahrungen als Kabarettist sammelte er im Studentenkabarett „Die Knallfrösche“. Bereits 1962 spielte er unter der Regie von Friedrich Hollaender in Hoppla, auf’s Sofa, der umjubelten Rückkehr der Hollaender-Kabarettrevuen nach Berlin, was auch auf einer Schallplattenaufnahme dokumentiert wurde. Drei Jahre war er im Düsseldorfer Kom(m)ödchen aktiv. Von 1976 bis 1991 gehörte Jochen Busse zum Ensemble und Autorenteam der Münchner Lach- und Schießgesellschaft.
Ab Ende der 1960er Jahre übernahm Busse auch Rollen in Filmen und Fernsehproduktionen. Hier wurde er, wie in dem Dreiteiler 11 Uhr 20, zunächst meist als eiskalter Bösewicht eingesetzt. 1972 erhielt er die Rolle des Kriminalassistenten Siebenlist in der ZDF-Krimiserie Mordkommission, wo er, ermuntert durch Regisseur Kurt Wilhelm, erstmals sein komödiantisches Talent zeigen konnte. 1978 startete Busse mit der WDR-Serie Medienklinik seine erste eigene Sendung, später war er Dreh- und Angelpunkt der Sketchreihe Nur für Busse. 1994 spielte er mit Gerd Baltus und Karsten Speck in der Serie 3 Mann im Bett den Patienten Gisbert. Von 1996 bis 2005 moderierte er 300-mal die von RTL gesendete und von Rudi Carrell produzierte Freitagabendshow 7 Tage, 7 Köpfe. Außerdem feierte er ab Februar 1997 als Amtsrat Hagen Krause in der RTL-Serie Das Amt in über 70 Episoden einen Erfolg. 2000 inszenierte er am Schillertheater in Wuppertal Heinrich von Kleists Der zerbrochne Krug. 2005 spielte er den Außerirdischen YOK in der Comedy-Serie Nicht von dieser Welt.
Im April 2006 wurde er Moderator der von Hugo Egon Balder produzierten Comedy-Talkshow Der heiße Brei auf Sat.1, in der Schauspieler die Rollen von Politikern und Prominenten spielen. Bereits Mitte Mai 2006 wurde die Sendung aufgrund von geringem Zuschauerinteresse abgesetzt. Neben seiner schauspielerischen Tätigkeit arbeitete er auch als Drehbuchautor. 2007 moderierte er im NDR die Sendung Lachen macht Spaß. Seit Ende 2007 tourte er mit Henning Venske und dem Programm Legende trifft Urgestein durch den deutschsprachigen Raum. Am 22. September 2009 feierten beide Premiere mit dem Bühnenprogramm Inventur. 2014 trat Jochen Busse erstmals in seiner langen Karriere mit einem Soloprogramm vor sein Publikum. In Wie komm ich jetzt da drauf? kam der Kabarettist ohne Bühnenbild, ohne Musik und ohne Kostüme aus.
2016 erschien sein Buch Wo wir gerade von belegten Brötchen reden. Im August 2020 spielte er im Theaterstück Komplexe Väter.
2022 wurde die Freitagabendshow 7 Tage, 7 Köpfe vom Fernsehsender RTL neu aufgelegt. Im Gegensatz zur Erstauflage in den Jahren 1996 bis 2005 ist Jochen Busse Teil der Besetzung, während die Moderation von Guido Cantz übernommen wurde.

## Soziales Engagement
Jochen Busse unterstützte 2012 ehrenamtlich als Rezitator das Projekt „Deutsche Winterreise“ des Autors Stefan Weiller. In ihm wird seit 2009 städtebezogen in Zusammenarbeit mit Einrichtungen wie beispielsweise dem Diakonischen Werk bei Benefizveranstaltungen in einem Lieder- und Textzyklus insbesondere auf die Situation von Wohnungslosen aufmerksam gemacht.

## Privates
1978 wurde Busses erste Ehe geschieden, anschließend war er mit einer Filmeditorin verheiratet. In dritter Ehe war er von 1994 bis 2000 mit Sabine Kersten verheiratet, aus dieser Ehe stammt ein Sohn. Von 2002 bis 2006 war er mit der Filmemacherin Bea Sommer liiert. In vierter Ehe ist er seit 5. November 2007 mit Constanze Volkner verheiratet, die vierjährige Zwillinge mit in die Ehe brachte. Am 13. November 2020 erklärte Busse in der Talkshow 3 nach 9, dass er zum Ende des Jahres die Scheidung einreichen werde. Nach der Trennung von seiner vierten Ehefrau zog er von Berlin nach Düsseldorf in den Stadtteil Pempelfort.

## Filme & Fernsehen (Auswahl)
- 1960: Mit 17 weint man nicht
- 1967: Das Kriminalmuseum (Fernsehserie) – Teerosen
- 1969: Wenn Täubchen Federn lassen
- 1969: Ehepaar sucht gleichgesinntes
- 1969: Die jungen Tiger von Hongkong
- 1969: Ellenbogenspiele
- 1970: 11 Uhr 20
- 1970: Perrak
- 1970: Ständig in Angst (Hauser's Memory)
- 1970: Engel, die ihre Flügel verbrennen
- 1970: Die Jungfrauen von Bumshausen
- 1970: Liebling, sei nicht albern!
- 1970: Wenn die tollen Tanten kommen
- 1971: Tante Trude aus Buxtehude
- 1972: Hausfrauen-Report 3
- 1972: Trubel um Trixie
- 1973: Nerze nachts am Straßenrand
- 1973: Tod auf der Themse
- 1974: Alexander und die Töchter (Fernsehserie)
- 1975: Bitte keine Polizei – (Fernsehserie, Folge: Russisches Roulette)
- 1976: Inspektion Lauenstadt (Fernsehserie) – Pensionäre
- 1977: Die Vertreibung aus dem Paradies
- 1978: Der Führerschein
- 1978: Hausfrauen-Report 6: Warum gehen Frauen fremd?
- 1982: Die Krimistunde (Fernsehserie, Folge 1, Episode: "Der Sündenbock")
- 1982: Unheimliche Geschichten – (Fernsehserie, Folge: Grüne Ärmel)
- 1983: Die Supernasen
- 1983: Kehraus
- 1984: Die Wannseekonferenz
- 1984: Zwei Nasen tanken Super
- 1984: Die Krimistunde (Fernsehserie, Folge 12, Episode: "Eiskalt und tödlich")
- 1985: Die Einsteiger
- 1986: Geld oder Leber!
- 1986–1992: Die Hausmeisterin (Fernsehserie)
- 1988: Zärtliche Chaoten II
- 1988–1993: Graf Duckula (Fernsehserie)
- 1992: Geschichten aus der Heimat (Fernsehserie, Episode: Augenblick der Wahrheit)
- 1992: Wir Enkelkinder
- 1992: Lilli Lottofee (Fernsehserie)
- 1992: Go Trabi Go 2
- 1993: Hochwürden erbt das Paradies
- 1994–1995: Drei Mann im Bett (Fernsehserie)
- 1996: Solange es die Liebe gibt (Fernsehserie)
- 1996: In anderen Umständen (Theaterstückaufzeichnung)
- 1996–2005: 7 Tage, 7 Köpfe
- 1997–2002: Das Amt (Fernseh-Comedy-Serie)
- 1998: Solo für Klarinette
- 2001: Unser Charly – Auf nach Florida (Fernsehserie)
- 2001: Der kleine Eisbär (Kinofilm, Stimme)
- 2001: Zum letzten Kliff
- 2002: Die Hinterbänkler (Fernsehserie, Mitwirkung in sechs Folgen)
- 2003: Drei unter einer Decke (Fernsehfilm)
- 2005: Nicht ohne meinen Schwiegervater (Fernsehfilm)
- 2006: Der heiße Brei
- 2006: Schillerstraße – Der Psychologe (Fernsehserie)
- 2007: Hausmeister Krause – Ordnung muss sein (Fernsehserie, Episode: Onkel, willst Du ewig leben?)
- 2011: Das Traumschiff – Kambodscha (Fernsehserie)
- 2016: Im Winter, so schön
- 2016: Dr. Klein (3. Staffel, 7 Folgen)
- 2016: Nicht tot zu kriegen (Fernsehserie, 8 Folgen)
- 2018: Notruf Hafenkante – Stegners letzter Coup (Fernsehserie)
- 2018: Genial daneben – Das Quiz (Quizshow)
- 2021: Achtsam Rasen (mit Jürgen Becker)
- seit 2023: Einspruch, Schatz! (Fernsehreihe)
  - 2023: Ein Fall von Liebe
  - 2023: Unter Vätern
  - 2025: Überraschungsgäste
  - 2025: Herzenswünsche
  - 2025: Schwesterherz

## Hörspiele (Auswahl)
Die Hörspiele sind chronologisch nach der Erstsendung sortiert.
- 1975: Edward Boyd: Dachse im Eulenlicht oder Die Suche des Peter Talion (1. Teil: Dachse im Eulenlicht) – Regie: Heiner Schmidt (SWF) – Erstsendung: 16. Sep. 1975
- 1975: Edward Boyd: Dachse im Eulenlicht oder Die Suche des Peter Talion (2. Teil: Dachse im Eulenlicht) – Regie: Heiner Schmidt (SWF) – Erstsendung: 23. Sep. 1975
- 1976: Jochen Kittner: Bloß Zufall (1. Teil) – Regie: Arturo Möller, Bernd Lau (SWF) – Erstsendung: 4. Jan. 1977
- 1976: Jochen Kittner: Bloß Zufall (2. Teil) – Regie: Arturo Möller, Bernd Lau (SWF) – Erstsendung: 11. Jan. 1977
- 1977: Diethard Klante: Aktion Abendsonne – Regie: Diethard Klante (HR) – Erstsendung: 19. Dez. 1977
- 1977: Detlef Wolters: Datenverarbeitung – Regie: Heiner Schmidt (HR) – Erstsendung: 6. Mär. 1978
- 1978: Jean Bolinder: Waterloo (1. Teil) – Regie: Bernd Lau (SWF) – Erstsendung: 29. Aug. 1978
- 1978: Jean Bolinder: Waterloo (2. Teil) – Regie: Bernd Lau (SWF) – Erstsendung: 5. Sep. 1978
- 1978: Jean Bolinder: Waterloo (3. Teil) – Regie: Bernd Lau (SWF) – Erstsendung: 12. Sep. 1978
- 1978: Jean Bolinder: Waterloo (4. Teil) – Regie: Bernd Lau (SWF) – Erstsendung: 19. Sep. 1978
- 1978: Bernhard Pfletschinger: Die Versammlung – Regie: Heiner Schmidt (HR) – Erstsendung: 11. Dez. 1978
- 1979: Hans van Ooyen: Der letzte Fall – Regie: Bernd Lau (SWF) – Erstsendung: 20. Nov. 1979
- 1980: Werner Klippert, Otto Grünmandl, Dietrich W. Hübsch, Theo Peer, Rainer Puchert: Kreativer Blödsinn – Regie: ? (SR) – Erstsendung: 17. Aug. 1980
- 1980: Graham England: Schattenspiel – Regie: Arturo Möller (SWF) – Erstsendung: 24. Aug. 1980
- 1980: Burkhard Busse: Seveso und so weiter – Regie: Lutz Liebelt (SR) – Erstsendung: 30. Nov. 1980
- 1981: Stefan Reisner: Crash – Regie: Bernd Lau (SWF) – Erstsendung: 30. Aug. 1981
- 1982: Jürgen Albers: Ein Morgen im Dienste der Schule – Regie: Volker Kühn (SR) – Erstsendung: 3. Apr. 1982
- 1985: Peter Steinbach: Wenn der Kinomann kommt – Regie: Bernd Lau (BR / SFB / Radio Bremen) – Erstsendung: 22. Feb. 1985
- 1986: Ingomar von Kieseritzky: Der Bullterrier oder: Ein Kaufversuch – Regie: Bernd Lau (BR) – Erstsendung: 16. Apr. 1986
- 1986: Thomas Andresen: Früh übt sich ... – Regie: Werner Klein (SDR) – Erstsendung: 26. Mai 1986
- 1987: Erich Loest: Die Brücke am Lipper Ley – Regie: Günther Sauer (HR) – Erstsendung: 15. Juni 1987
- 1987: Henry Slesar: Aus der Neuen Welt – Regie: Werner Klein (SDR) – Erstsendung: 22. Juni 1987
- 1988: Peter O. Chotjewitz: Die Wiedergutmachung (1. Teil) – Regie: Bernd Lau (SDR) – Erstsendung: 4. Sep. 1988
- 1988: Peter O. Chotjewitz: Die Wiedergutmachung (2. Teil) – Regie: Bernd Lau (SDR) – Erstsendung: 11. Sep. 1988
- 1989: Peter Jacobi: Wo – Regie: Bernd Lau (BR) – Erstsendung: 18. Okt. 1989
- 1990: Michael Koser: Der letzte Detektiv (17. Folge: Eurodschungel) – Regie: Werner Klein (BR) – Erstsendung: 4. Okt. 1990
- 1991: Jürgen Geers: Die Frauenfrage – Berichte aus der Männergruppe (1. Teil: Kalt wie Eis) – Regie: Detlev Ihnken (SDR) – Erstsendung: 10. Okt. 1991
- 1991: Michael Koser: Der letzte Detektiv (22. Folge: Westfront) – Regie: Werner Klein (BR) – Erstsendung: 17. Okt. 1991
- 1992: Edgar Lipki: Olé, o weh, Olympia: Die Leitung steht (1. Teil) – Regie: Detlev Ihnken (SDR) – Erstsendung: 4. Juni 1992
- 1992: Edgar Lipki: Olé, o weh, Olympia: Die Leitung steht (2. Teil) – Regie: Detlev Ihnken (SDR) – Erstsendung: 11. Juni 1992
- 1992: Moacyr Scliar: Lateinamerika: Mythos und Wirklichkeit (2. Folge: Die Entdeckung Amerikas) – Regie: Klaus Mehrländer (WDR) – Erstsendung: 28. Juni 1992
- 1992: Jack Ritchie: Der Mitternachtswürger – Regie: Marina Dietz (BR) – Erstsendung: 10. Dez. 1992
- 1993: Robert Coover: Pardauz stürzt noch einmal – Regie: Wolf Euba (BR) – Erstsendung: 15. Mär. 1993
- 1993: Tim Heald: Arsen und Spitzenhöschen (1. Teil) – Regie: Klaus Mehrländer (SDR) – Erstsendung: 10. Mai 1993
- 1993: Tim Heald: Arsen und Spitzenhöschen (2. Teil) – Regie: Klaus Mehrländer (SDR) – Erstsendung: 17. Mai 1993
- 1993: Peter Liermann, Rainer Weiss: Die Markise von H. – Ein Stück Sommer – Regie: Klaus Mehrländer (SDR) – Erstsendung: 8. Juli 1993
- 1993: Martin Walser: Ohne einander – Regie: Otto Düben (SDR) – Erstsendung: 11. Juli 1993
- 1994: Karlheinz Knuth: Der Moormann oder Als ob der Wind weint – Regie: Klaus Wirbitzky (WDR) – Erstsendung: 19. Mär. 1994
- 1994: Maria Franziska Schüller, Cornelia Walter: Verdi, Würstchen und Verwirrung – Regie: Uwe Schareck (WDR) – Erstsendung: 10. Sep. 1994
- 1994: Ulrich Land: Herzversagen – Regie: Angeli Backhausen (WDR) – Erstsendung: 3. Okt. 1994
- 1994: Martin Kákos: Der Geist von Hamlets Vater – Regie: Klaus Mehrländer (WDR) – Erstsendung: 27. Nov. 1994
- 1993: Bob Sinfield: Taste – Alles Geschmacksache – Regie: Marina Dietz (BR) – Erstsendung: 27. Feb. 1995
- 1995: Hanns-Peter Karr, Walter Wehner: Jezz abba feste (5. Episode: Haste was in Aussicht?) – Regie: Marina Dietz (WDR) – Erstsendung: 17. Nov. 1995
- 1995: Hanns-Peter Karr, Walter Wehner, Bernd Behrendt, Heinz Dravenau, Gabriele Kraiczek, Richard Ortmann, Hartmut Przybylski, Eva Maria Striewe: Jezz abba feste (6. Episode: Schöne Bescherung allerseits!) – Regie: Thomas Werner (WDR) – Erstsendung: 22. Dez. 1995
- 1996: Gabriele Kraiczek, Eva Maria Striewe: Jezz abba feste (8. Episode: Liebesspiele: Winnetou extra drei) – Regie: Thomas Werner (WDR) – Erstsendung: 23. Feb. 1996
- 1996: Jens Sparschuh: Drei Kometen – Regie: Norbert Schaeffer (WDR) – Erstsendung: 12. Mai 1996
- 1996: Bernd Behrendt: Jezz abba feste (11. Episode: Hiermit laden wir die Aktionäre ...) – Regie: Thomas Werner (WDR) – Erstsendung: 31. Mai 1996
- 1996: Gabriele Kraiczek, Eva Maria Striewe: Jezz abba feste (12. Episode: Götterspeise, Augenweide: Atlanta auf Georgs Olymp) – Regie: Thomas Werner (WDR) – Erstsendung: 28. Juni 1996
- 1998: Friedel Thiekötter: Golf am See – Regie: Burkhard Ax (WDR) – Erstsendung: 17. Juni 1998
- 1998: Alexander Adolph: Mein Casablanca – Regie: Hans Helge Ott (Radio Bremen / Holger Rink) – Erstsendung: 5. Okt. 1998
- 1998: Angela Gerrits: Von der Prinzessin und vom Mond – Regie: Hans Helge Ott (Radio Bremen / Holger Rink) – Erstsendung: 6. Okt. 1998
- 1999: Alexander Adolph, Angela Gerrits, Sebastian Goy: Casablanca et cetera – Regie: Hans Helge Ott (Radio Bremen / Holger Rink, Holger Kremer) – Erstsendung: 9. Feb. 1999
- 2000: Karlheinz Koinegg: Die letzte Reise der Titanic (1. Teil: „Gott selbst könnte dieses Schiff nicht versenken!“) – Regie: Klaus-Dieter Pittrich (WDR / NDR / HR / MDR) – Erstsendung: 23. Apr. 2000
- 2000: Karlheinz Koinegg: Die letzte Reise der Titanic (2. Teil: „Herr Ober, so viel Eis hatte ich nicht bestellt ...!“) – Regie: Klaus-Dieter Pittrich (WDR / NDR / HR / MDR) – Erstsendung: 24. Apr. 2000
- 2000: Maria Franziska Schüller, Cornelia Walter: Drei Frauen am Rande der Belastbarkeit – Regie: Uwe Schareck (WDR) – Erstsendung: 25. Nov. 2000
- 2001: Dietlof Reiche: Freddy – ein wildes Hamsterleben (1. Teil: Erste Erfahrungen) – Regie: Burkhard Ax (WDR) – Erstsendung: 29. Mai 2001
- 2001: Dietlof Reiche: Freddy – ein wildes Hamsterleben (2. Teil: Eine Allergie hat Folgen) – Regie: Burkhard Ax (WDR) – Erstsendung: 5. Juni 2001
- 2001: Dietlof Reiche: Freddy – ein wildes Hamsterleben (3. Teil: Kater William und die singenden Meerschweine) – Regie: Burkhard Ax (WDR) – Erstsendung: 12. Juni 2001
- 2001: Dietlof Reiche: Freddy – ein wildes Hamsterleben (4. Teil: Die großartige Entdeckung) – Regie: Burkhard Ax (WDR) – Erstsendung: 19. Juni 2001
- 2001: Dietlof Reiche: Freddy – ein wildes Hamsterleben (5. Teil: Ungewöhnliche Botschaften) – Regie: Burkhard Ax (WDR) – Erstsendung: 26. Juni 2001
- 2003: Dietlof Reiche: Freddy – Ein Hamster lebt gefährlich (1. Teil: Einbruch in Freddys Reich) – Regie: Burkhard Ax (WDR / NDR) – Erstsendung: 15. Apr. 2003
- 2003: Dietlof Reiche: Freddy – Ein Hamster lebt gefährlich (2. Teil: Ratten greifen ein) – Regie: Burkhard Ax (WDR / NDR) – Erstsendung: 22. Apr. 2003
- 2003: Dietlof Reiche: Freddy – Ein Hamster lebt gefährlich (3. Teil: Gefangen im Versuchslabor) – Regie: Burkhard Ax (WDR / NDR) – Erstsendung: 29. Apr. 2003
- 2003: Dietlof Reiche: Freddy – Ein Hamster lebt gefährlich (4. Teil: Auf Messers Schneide) – Regie: Burkhard Ax (WDR / NDR) – Erstsendung: 6. Mai 2003
- 2003: Dietlof Reiche: Freddy – Ein Hamster lebt gefährlich (5. Teil: Live im Fernsehen: Wissenschaftler wird erledigt) – Regie: Burkhard Ax (WDR / NDR) – Erstsendung: 13. Mai 2003
- 2004: Anonymus: Die Hose des Teufels – Regie: Uwe Schareck (WDR) – Erstsendung: 31. Dez. 2004
- 2004: Anonymus: Der blaue Drache – Regie: Uwe Schareck (WDR) – Erstsendung: 1. Jan. 2005
- 2005: Anonymus: Tom-Tit-Tot – Regie: Hans-Otto Engstfeld (WDR) – Erstsendung: 28. Mär. 2005
- 2012: Anonymus: Glückshaut – Regie: Uwe Schareck, Uta Reitz (WDR) – Erstsendung: 31. Dez. 2012
- 2012: Anonymus: Ederland die Hühnermagd – Regie: Uwe Schareck, Uta Reitz (WDR) – Erstsendung: 31. Dez. 2012
- 2012: Anonymus: Prinz gesucht – Regie: Uwe Schareck, Uta Reitz (WDR) – Erstsendung: 31. Dez. 2012
- 2012: Anonymus: Der Arme und der Reiche – Regie: Uwe Schareck, Uta Reitz (WDR) – Erstsendung: 1. Jan. 2013
- 2013: Matthias Spranger: Wagner! Wir wissen ... (1. Folge: Schäbiger Charakter und Bombentalent) – Regie: Iris Drögekamp (SWR) – Erstsendung: 6. Mai 2013
- 2013: Matthias Spranger: Wagner! Wir wissen ... (2. Folge: O kindischer Held! O herrlicher Knabe! (Brünnhilde) Seine Geliebten) – Regie: Iris Drögekamp (SWR) – Erstsendung: 7. Mai 2013
- 2013: Matthias Spranger: Wagner! Wir wissen ... (3. Folge: O kindischer Held! O herrlicher Knabe! (Brünnhilde) Seine Geliebten) – Regie: Iris Drögekamp (SWR) – Erstsendung: 8. Mai 2013
- 2013: Matthias Spranger: Wagner! Wir wissen ... (4. Folge: Eine Farce, erstklassig besetzt – Der König) – Regie: Iris Drögekamp (SWR) – Erstsendung: 9. Mai 2013
- 2013: Matthias Spranger: Wagner! Wir wissen ... (5. Folge: Kreuz, Tod und Gruft und leider auch die Onanie) – Regie: Iris Drögekamp (SWR) – Erstsendung: 10. Mai 2013
- 2013: Matthias Spranger: Wagner! Wir wissen ... (6. Folge: Der Höllensturz der Höllenrose (Parsifal) vom zweigestrichenen H zum eingestrichenne Cis) – Regie: Iris Drögekamp (SWR) – Erstsendung: 13. Mai 2013
- 2013: Matthias Spranger: Wagner! Wir wissen ... (7. Folge: Ein Smartphone lässt sich von Leizmotiven beeindrucken) – Regie: Iris Drögekamp (SWR) – Erstsendung: 14. Mai 2013
- 2013: Matthias Spranger: Wagner! Wir wissen ... (8. Folge: Überlebensgroß: Der Ring) – Regie: Iris Drögekamp (SWR) – Erstsendung: 15. Mai 2013
- 2013: Matthias Spranger: Wagner! Wir wissen ... (9. Folge: Filmpreis für Richard) – Regie: Iris Drögekamp (SWR) – Erstsendung: 16. Mai 2013
- 2013: Matthias Spranger: Wagner! Wir wissen ... (10. Folge: Filmpreis für Richard) – Regie: Iris Drögekamp (SWR) – Erstsendung: 17. Mai 2013
- 2019: Kai Magnus Sting: Lotta, Opa Heinrich und die beklauten Diebe – Regie: Petra Feldhoff (WDR) – Erstsendung: 19. Okt. 2019
- 2020: Kai Magnus Sting: Lotta, Oma Berta und der verschwundene Verschwinder – Regie: Petra Feldhoff (WDR) – Erstsendung: 5. Sep. 2020

## Schriften
- mit Gerhard Schmidt und Günter Wallraff: Is was Kanzler?. Prometh, Köln 1984, ISBN 3-922009-63-8.
- mit Sabine Dultz: Wo wir gerade von belegten Brötchen reden: Die Komödie meines Lebens. Ullstein, Berlin 2015, ISBN 978-3-550-08066-1.

## Auszeichnungen
- 1987: Saure Gurke Negativpreis des Deutschen Medienfrauentreffens
- 1998: Bambi Publikumspreis für die beliebteste Comedy-Show für 7 Tage, 7 Köpfe
- 2000: Deutscher Comedypreis Ehrenpreis für sein Lebenswerk
- 2004: Deutscher Comedypreis Sonderpreis für Ausdauer und Popularität für 7 Tage, 7 Köpfe
- 2010: Deutscher Kleinkunstpreis Ehrenpreis, zusammen mit Henning Venske
- 2011: Jürgen-von-Manger-Preis im Rahmen von Tegtmeiers Erben für sein Lebenswerk[11]
- 2012: Bayerischer Kabarettpreis Ehrenpreis, zusammen mit Henning Venske